# Lepetellida
Lepetellida Moskalev, 1971 è un ordine di molluschi gasteropodi della sottoclasse Vetigastropoda.

## Tassonomia
Definito da Bouchet & Rocroi (2005) come ordine contenente le superfamiglie Lepetelloidea, Addisonioidea, e Bathypeltoidea, è stata poi rivisto nella successiva classificazione del 2017.
Attualmente l'ordine comprende 5 superfamiglie e 17 famiglie:
- Superfamiglia Fissurelloidea J. Fleming, 1822
  - Famiglia Fissurellidae J. Fleming, 1822
- Superfamiglia Haliotoidea Rafinesque, 1815
  - Famiglia Haliotidae Rafinesque, 1815
  - Famiglia † Temnotropidae Cox, 1960
- Superfamiglia Lepetelloidea Dall, 1882
  - Famiglia Addisoniidae Dall, 1882
  - Famiglia Bathyphytophilidae Moskalev, 1978
  - Famiglia Caymanabyssiidae B. A. Marshall, 1986
  - Famiglia Cocculinellidae Moskalev, 1971
  - Famiglia Lepetellidae Dall, 1882
  - Famiglia Osteopeltidae B. A. Marshall, 1987
  - Famiglia Pseudococculinidae Hickman, 1983
  - Famiglia Pyropeltidae McLean & Haszprunar, 1987
- Superfamiglia Lepetodriloidea McLean, 1988
  - Famiglia Lepetodrilidae McLean, 1988
  - Famiglia Sutilizonidae McLean, 1989
- Superfamiglia Scissurelloidea Gray, 1847
  - Famiglia Anatomidae McLean, 1989
  - Famiglia Depressizonidae Geiger, 2003
  - Famiglia Larocheidae Finlay, 1927
  - Famiglia Scissurellidae Gray, 1847